# Kabinett Orbán V
Das Kabinett Orbán V bildet seit dem 24. Mai 2022 die Regierung von Ungarn. 

## Regierungsparteien
| Partei | Partei                                      | Parteivorsitzender | Politische Ausrichtung | Europäische Partei/Fraktion                                  |
| ------ | ------------------------------------------- | ------------------ | --- | ------------------------------------------------------------ |
|        | Fidesz – Ungarischer Bürgerbund (Fidesz)    | Viktor Orbán       | Nationalkonservatismus, Christdemokratie, Wirtschaftsliberalismus, gesellschaftspolitischer Konservatismus, EU-Skeptizismus | ehemals EVP, nach Suspendierung aus der Fraktion ausgetreten |
|        | Christlich-Demokratische Volkspartei (KDNP) | Zsolt Semjén       | Nationalkonservatismus, Christdemokratie                                                                                    | EVP/EVP                                                      |

Fidesz und KDNP haben als Parteienbündnis Fidesz–KDNP gemeinsam an den Wahlen teilgenommen.

### Unterstützer
| Partei | Partei                                           | Parteivorsitzender    | Politische Ausrichtung                                        | Europäische Partei/Fraktion |
| ------ | ------------------------------------------------ | --------------------- | ------------------------------------------------------------- | --------------------------- |
|        | Landesselbstverwaltung der Ungarndeutschen (LdU) | Ibolya Hock-Englender | Konservatismus, Vertretung der deutschen Minderheit in Ungarn | keine                       |

## Regierungsmitglieder
| Amt | Name                                     | Bild | Partei    |
| --- | ---------------------------------------- | ---- | --------- |
| Ministerpräsident | Viktor Orbán                             |      | Fidesz    |
| Stellvertretender Ministerpräsident Minister ohne Geschäftsbereich für Landespolitik, Kirchenpolitik und Kirchendiplomatie | Zsolt Semjén                             |      | KDNP      |
| Finanzminister | Mihály Varga                             |      | Fidesz    |
| Innenminister | Sándor Pintér                            |      | parteilos |
| Minister, Leiter der Staatskanzlei                                                                                         | Gergely Gulyás                           |      | Fidesz    |
| Minister, Leiter des Kabinettsbüros des Ministerpräsidenten                                                                | Antal Rogán                              |      | Fidesz    |
| Minister für Auswärtige Angelegenheiten und Handel                                                                         | Péter Szijjártó                          |      | Fidesz    |
| Minister/in der Justiz | Judit Varga (bis zum 31. Juli 2023)      |      | Fidesz    |
| Minister/in der Justiz | Bence Tuzson (ab dem 31. Juli 2023)      |      | Fidesz    |
| Minister für Europaangelegenheiten                                                                                         | János Bóka (seit dem 1. August 2023)     |      | parteilos |
| Minister für Kultur und Innovation                                                                                         | János Csák (bis 30. Juni 2024)           |      | parteilos |
| Minister für Kultur und Innovation                                                                                         | Balázs Hankó (seit 1. Juli 2024)         |      | parteilos |
| Minister für Technologie und Industrie                                                                                     | László Palkovics (bis 13. November 2022) |      | parteilos |
| Energieminister | Csaba Lantos (seit 1. Dezember 2022)     |      | parteilos |
| Landwirtschaftsminister | István Nagy                              |      | Fidesz    |
| Verteidigungsminister | Kristóf Szalay-Bobrovinczky              |      | parteilos |
| Minister für Bau und Verkehr (Bis 30. November 2022: Minister für Bau und Investitionen)                                   | János Lázár                              |      | Fidesz    |
| Minister ohne Geschäftsbereich für Volkswirtschaft (bis 31. Dezember 2023: für wirtschaftliche Entwicklung)                | Márton Nagy                              |      | parteilos |
| Minister für öffentliche Verwaltung und regionale Entwicklung (Bis 31. Dezember 2023: Minister für regionale Entwicklung)  | Tibor Navracsics                         |      | Fidesz    |